# Слобода-Комаровцы
Слобода-Комаровцы (укр. Слобода-Комарівці) — село в Сторожинецкой городской общине Черновицкого района Черновицкой области Украины.
До 2020 года входило в Сторожинецкий район
Население по переписи 2001 года составляло 960 человек. Почтовый индекс — 59016. Телефонный код — 3735. Код КОАТУУ — 7324588301.